# 舊米斯特
51°6′46″N 29°44′20″E / 51.11278°N 29.73889°E
舊米斯特（烏克蘭語：Старий Міст）是位於烏克蘭北部的村莊，由基辅州维什霍罗德区的伊萬基夫市鎮負責管轄。該村面積1.1平方公里，海拔高度130米，2001年人口120，人口密度每平方公里109.1人。